# Denys Prokopenko
Denys Hennadiyovytch Prokopenko (en ukrainien : Денис Геннадійович Прокопенко, transcrit : Denýs Hennádiyovyč Prokopénko), né le 27 juin 1991 est un officier militaire ukrainien et commandant du régiment Azov. Depuis 2014, il est actif dans les forces armées ukrainiennes, combattant pour la défense de l'Ukraine contre la Russie et les forces séparatistes pro-russes dans le Donbass puis pendant l'invasion russe de l'Ukraine.

## Biographie

### Participation aux combats
En réponse à l'invasion russe de l'Ukraine, Prokopenko s'est élevé en tant que leader défendant Marioupol du siège russe. Pour son rôle de leader sur les lignes de front du conflit, le Président Volodymyr Zelensky lui a conféré, le 19 mars 2022, le titre de héros de l'Ukraine avec l'ordre de l’Étoile d’or, ainsi qu'au colonel Volodymyr Baraniuk, commandant de la 36e brigade d'infanterie navale, l'autre défenseur du port de la mer d'Azov qui a été lui capturé par les Russes le 12 avril 2022.
Prokopenko est également connu sous le nom de « Redis » (ukrainien : Ре́діс, romanisé : Rédis) un ancien surnom de fan de football qui est devenu son indicatif d'appel militaire. On rapporte que ses subordonnés s'adressent à lui de manière informelle en tant que « Frère Redis » ou « Camarade Redis ».
Le 8 mai 2022, le lieutenant-colonel Prokopenko et l'officier du renseignement Ilya Samoïlenko, tous deux du bataillon ukrainien Azov, s'expriment devant les médias du monde entier via une visio-conférence Zoom donnée depuis un bunker dans les sous-sols de l'usine métallurgique Azovstal de Marioupol bombardée, dernier bastion de résistance de la ville.
Dans un message vidéo, le 20 mai 2022, Denys Prokopenko, commandant du régiment Azov, déclare que les derniers soldats ukrainiens retranchés dans l’aciérie Azovstal, à Marioupol, ont reçu l’ordre d’arrêter de défendre la ville par le commandement supérieur militaire. Après la reddition des derniers combattants au bout de 86 jours de guerre, le ministère russe de la Défense annonce que les installations souterraines de la centrale sont passées sous le contrôle total des forces armées russes.

### Capture et libération
Interviewée par le quotidien britannique The Guardian quelques jours après l'arrestation de Denys Prokopenko, Kateryna, son épouse, indique avoir pu le joindre par téléphone et qu'il va bien. Elle précise que les militaires ukrainiens qui ont déposé les armes sont nourris et reçoivent de l'eau. Leurs conditions de détention répondent aux exigences et ils n'ont pas subi de violence pendant cette courte période mais sans savoir ce qui va se passer par la suite. Au moment où elle lui a parlé, il y a des tiers, l'ONU et la Croix-Rouge, qui contrôlent la situation.
Après quatre mois de détention, il est libéré le 21 septembre 2022 dans le cadre d'un échange de prisonniers,. Selon Andriy Yermak, chef de cabinet du président ukrainien, cité par le média The Kyiv Independent, cinq hauts commandants du régiment Azov dont Denys Prokopenko ont été échangés contre 55 prisonniers russes, dont les noms n’ont pas été dévoilés. L’Ukraine a obtenu la libération de quelque 200 autres soldats le même jour en échange de la remise à la Russie du député et oligarque ukrainien pro-russe Viktor Medvedtchouk, 68 ans, arrêté par les services secrets ukrainiens le 12 avril alors qu’il tentait de fuir le pays.
Le 8 juillet 2023 le président Zelensky ramène de Turquie les commandants d'Azov, Denys Prokopenko, Sviatoslav Palamar (uk), Serhi Volynsky (uk), Denys Shlega (uk) et Oleg Khomenko (uk). Toutefois environ 700 combattants de la garnison d'Azovstal sont toujours captifs des Russes,.